# Kvalsundsbron
Kvalsundsbron (norska: Kvalsundbrua) är en hängbro på riksväg 94 över Kvalsundet mellan fastlandet och Kvaløya i Hammerfests kommun i Finnmark fylke i norra Norge.
Kvalsundsbron öppnades 1977 och är 741 meter lång. Huvudspannet är 525 meter långt. Tornens höjd är 81 meter på södra sidan på fastlandet och 97 meter vid Stallogargo på ösidan. Seglingshöjden är 26 meter och bron har sammanlagt 11 spann.
Kvalsundsbron var den längsta bron i Norge från 1977 till byggandet av Skarnsundsbron över Skarnsundet i Trondheimsfjorden 1991. 